# Řád kříže svobody
Řád Kříže Svobody (finsky Vapaudenristin ritarikunta, švédsky: Frihetskorsets orden) je finský řád. Založen byl 4. března 1918 Carlem Gustavem Mannerheimem a první byl udělen 15. dubna téhož roku. Původně byl udělován během finské války za nezávislost, ale za války se SSSR byl 8. prosince 1939 obnoven a od 16. prosince 1940 byl ustanoven jako trvalý řád, který se předává dodnes.

## Vzhled řádu
Odznakem je zlatý, bíle smaltovaný tlapatý kříž, na jehož ramenech je vyvedena zlatá pravotočivá svastika. V bílém medailonu je znázorněná bílá finská růže se zlatými obrysy. Zadní strana je hladká. Při udělení vyznamenání za války byl ve středovém medailonu uveden rok (1918, 1939 a 1941). Kříž je převýšen zlatým dubovým křížem, přičemž za vojenské zásluhy vycházely z tohoto věnce dvě zahnuté ruce držící meč. Při udělení za lékařské zásluhy byl do středového medailonu přes růži vkládán červený kříž.
Hvězda je stříbrná a pěticípá. Ve středu leží bílá růže na zlaté svastice v černém poli. Okolo se vine na červené pásce nápis ISÄNMAAN PUOLESTA (Za otčinu). Za válečné zásluhy byly pod tento medailon vkládány dva zlaté zkřížené meče.
Stuha má několik variant. V době války je pro válečníky červená s bílým postranním pruhem a v době míru je žlutá s červeným postranním pruhem. Civilisté mají stále žlutou s červeným postranním pruhem.

## Dělení
Řád je rozdělen na šest tříd. Navíc jsou k němu připojeny medaile Za zásluhy a medaile Za svobodu, každá udělovaná ve dvou třídách.
S řádem jsou také spojeny Mannerheimův kříž, smuteční kříž (udělovaný nejbližšímu ženskému příbuznému padlého vojáka) a smuteční medaile (udělovaná nejbližšímu ženskému příbuznému při neválečném úmrtí osoby, spojené s válečným průmyslem nebo národní obranou).

## Zajímavosti
Autorem návrhu podoby vyznamenání byl finský malíř Akseli Gallen-Kallela.
Dvakrát byly udělený speciální případy medailí spojených s řádem, a to:
- Medaile svobody 1. třídy na rosetové stuze (udělena jen jednou)
- Zlatá medaile Za zásluhy (taktéž jen jednou)

## Galerie

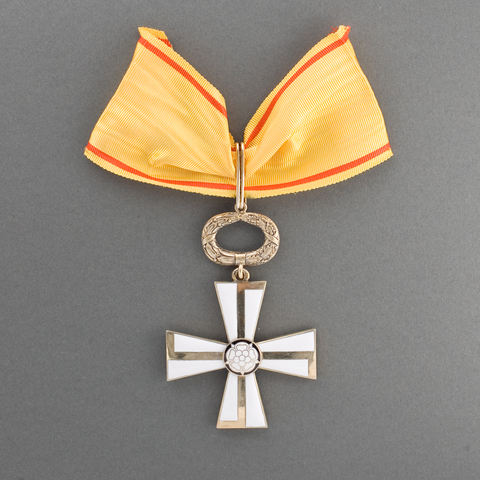
1. třída Kříže Svobody
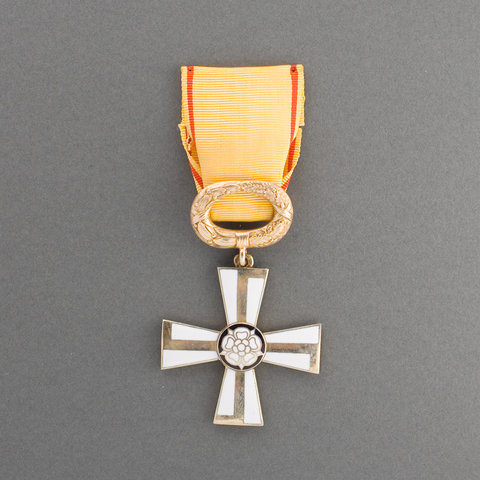
2. třída Kříže Svobody
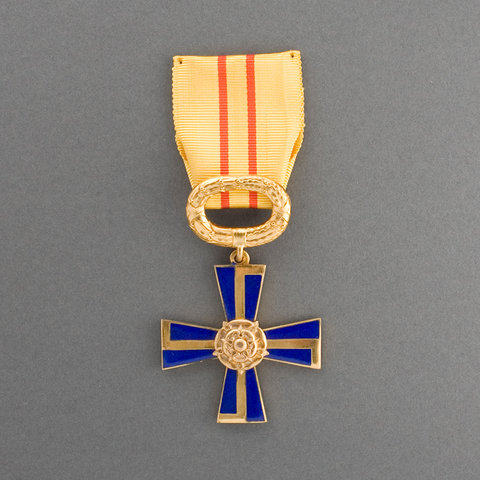
3. třída Kříže Svobody
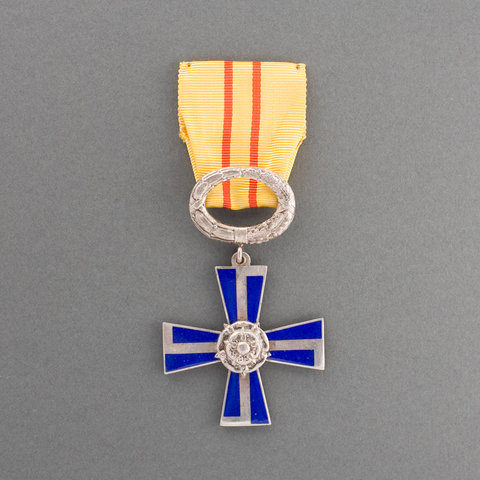
4. třída Kříže Svobody
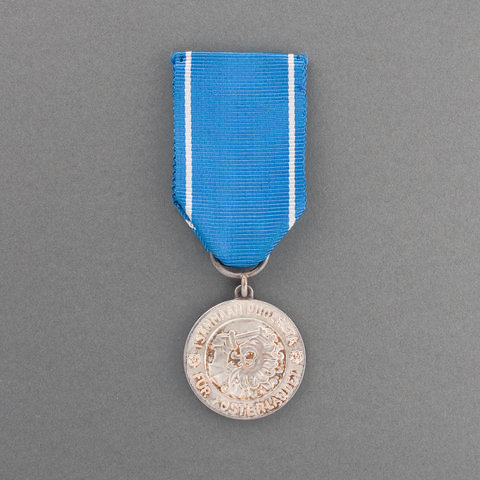
1. třída Medaile Svobody
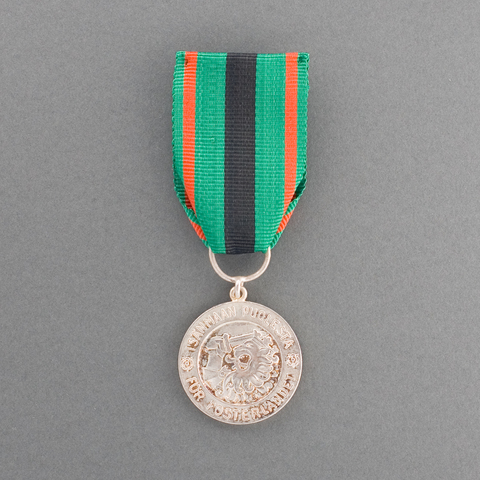
Zásluhy medaile 1. třídy Kříže Svobody
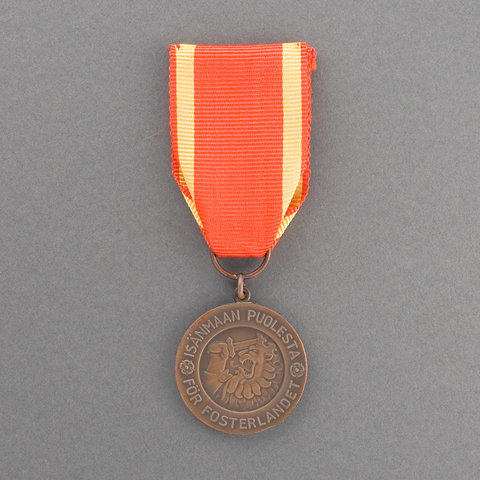
2. třída Medaile Svobody
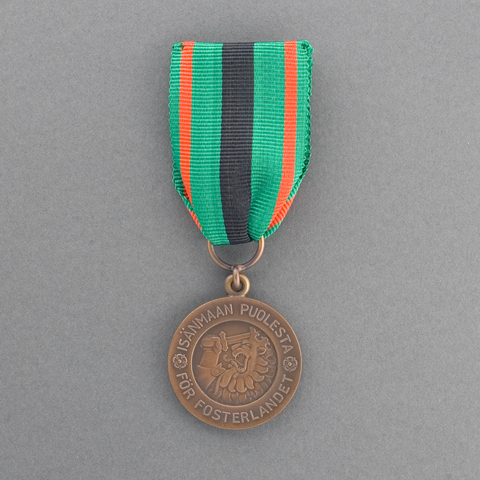
Zásluhy medaile 2. třídy Kříže Svobody